# Германия на «Евровидении-1973»
Германия принимала участие в Евровидении 1973, проходившем в Люксембурге. На конкурсе её представляла Гитте Хеннинг с песней «Junger Tag», выступавшая под номером 4. В этом году страна заняла 8-е место, получив 85 баллов. Комментатором конкурса от Германии в этом году был Ханнс Верре.

## Национальный отбор
Национальный отбор состоялся во Франкфурте-на-Майне. Среди членов жюри было 10 человек, каждый из которых имел по 20 баллов и отдавал оценки от 1 до 5 понравившимся песням. В отличие от прошлого года, жюри национального отбора 1972 года понадобился лишь 1 этап.
| Номер | Артист         | Песня                          | Баллы | Место |
| ----- | -------------- | ------------------------------ | ----- | ----- |
| 1     | Майкл Холм     | «Das Beste an Dir»             | 25    | 9-е   |
| 2     | Тоня           | «Mir gefällt diese Welt»       | 30    | 7-е   |
| 3     | Инга и Вулф    | «Manchmal»                     | 32    | 6-е   |
| 4     | Роберто Бланко | «Ich bin ein glücklicher Mann» | 34    | 4-е   |
| 5     | Гитте          | «Junger Tag»                   | 40    | 1-е   |
| 6     | Синди и Берт   | «Wohin soll ich geh’n»         | 26    | 8-е   |
| 7     | Майкл Холм     | «Glaub daran»                  | 19    | 12-е  |
| 8     | Тоня           | «Sebastian»                    | 39    | 2-е   |
| 9     | Инга и Вулф    | «Schreib ein Lied»             | 36    | 3-е   |
| 10    | Роберто Бланко | «Au revoir, auf wiedersehen»   | 24    | 11-е  |
| 11    | Гитте          | «Hallo! Wie geht es Robert?»   | 33    | 5-е   |
| 12    | Синди и Берт   | «Zwei Menschen und ein Weg»    | 25    | 9-е   |

## Страны, отдавшие баллы Германии
У каждой страны было по двое судей, каждый из которых оценивал песню от 1 до 5 баллов.
| Отдали Германии…                         | Отдали Германии…           | Отдали Германии…             | Отдали Германии…           |
| 9 баллов                                 | 8 баллов                   | 7 баллов                     | 6 баллов                   |
| ---------------------------------------- | -------------------------- | ---------------------------- | -------------------------- |
| Испания                                  |                            | Франция Люксембург Швейцария | Швеция Ирландия Португалия |
| 5 баллов                                 | 4 балла                    | 3 балла                      | 2 балла                    |
| Монако Бельгия Нидерланды Великобритания | Норвегия Югославия Израиль | Италия                       | Финляндия                  |

## Страны, получившие баллы от Германии
| 9 баллов | Испания                                             |
| 7 баллов | Люксембург Израиль Великобритания                   |
| 6 баллов | Норвегия Финляндия                                  |
| 5 баллов | Швеция Нидерланды Италия Португалия                 |
| 4 балла  | Франция Ирландия Швейцария Монако Бельгия Югославия |